# NGC 6872 et IC 4970
Cet article court présente un sujet plus développé dans : NGC 6872 et IC 4970.
NGC 6872 et IC 4970 sont deux galaxies en interaction situées à environ 200 à 300 millions d'années-lumière de la Terre dans la constellation du Paon. De récentes observations par ultraviolet placent NGC 6872 comme étant la plus vaste galaxie spirale jamais observée avec un diamètre de 522 000 années-lumière. À titre de comparaison, notre Voie lactée est 5 fois moins imposante.

## Citations
- « Cette découverte permet de mieux comprendre l'évolution des galaxies et comment les grandes galaxies se sont formées à partir de petits agrégats dans les premiers temps de l'univers » Rafael Eufrasio[2].
- « Ce n'est qu'un exemple de deux galaxies qui interagissent, mais dans le passé, ce genre d'événement se produisait beaucoup plus souvent. C'est comme ça que se sont formées les grandes galaxies spirales » Rafael Eufrasio[2].